# Невядомский, Станислав

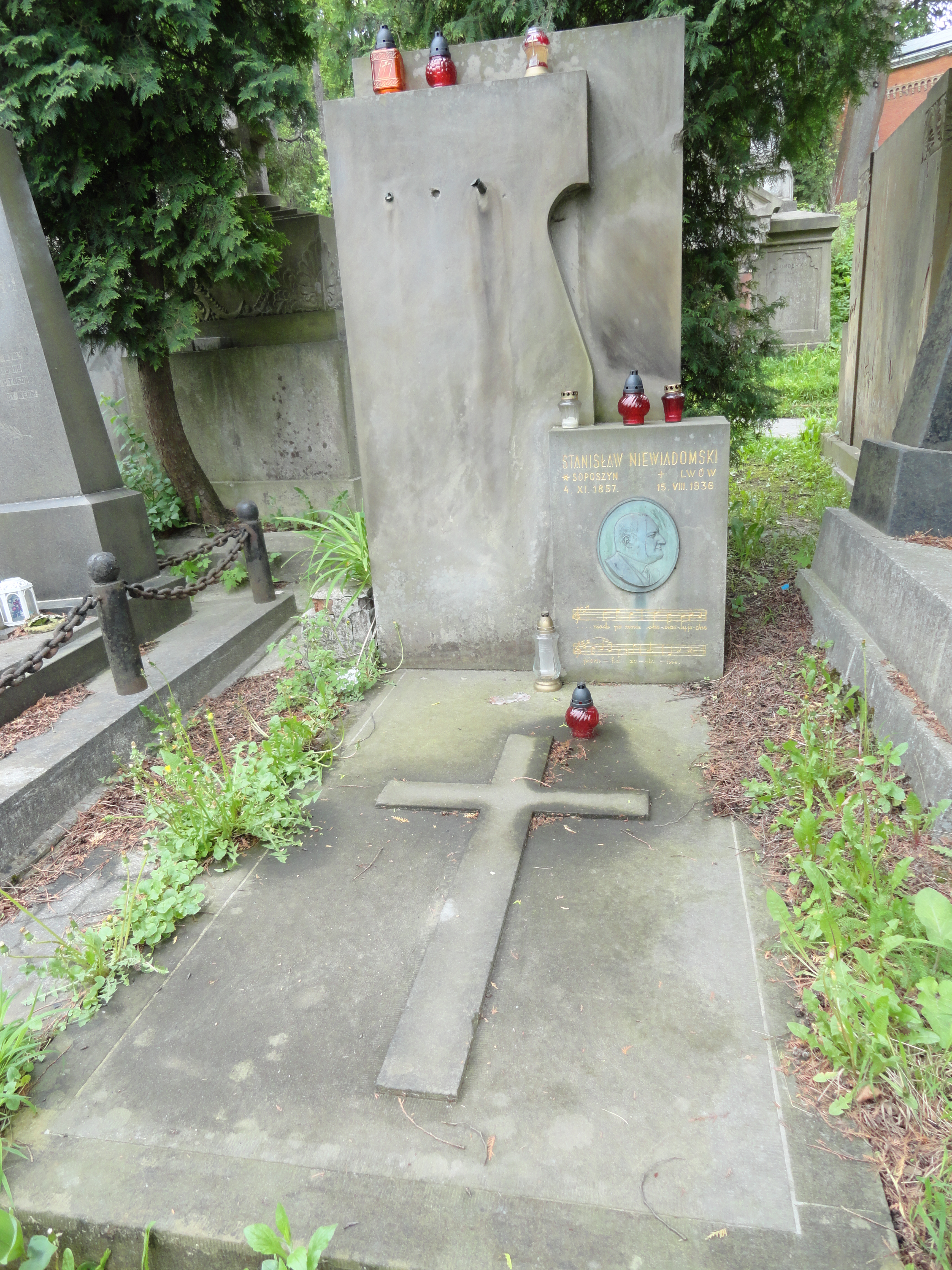
Надгробный памятник С. Невядомского на Лычаковском кладбище (Львов)

Станислав Невядомский (пол. Stanisław Niewiadomski; 4 ноября 1859, Сопошин Жолковского повята Галиция — 15 августа 1936, Львов) — польский композитор, педагог, музыкальный критик.

## Биография
Учился в консерватории Галицкого музыкального общества во Львове под руководством Кароля Микули, затем Ф. Кренна в венской консерватории (теперь Венский университет музыки и исполнительского искусства). Продолжил обучение в Лейпциге. Ученик Я. И. Падеревского и С. Ядассона.
В 1886—1887 — директор Львовской Оперы. В 1887 стал профессором консерватории Галицкого музыкального общества во Львове.
С 1887 по 1918 год преподавал историю и теорию музыки, гармонию, вёл класс хорового пения во Львовской, а в 1919—1928 г. — Варшавской консерваториях.
Во время первой мировой войны жил в Вене, где руководил филиалом львовской консерватории, организованной для беженцев.
В 1924 году — инициатор создания и председатель «Общества писателей и музыкальных критиков» Польши.
В качестве музыкального критика помещал статьи и обзоры в газетах и журналах Львова и Варшавы, в том числе в «Gazeta Lwowska».

## Творчество
Автор сольных и хоровых песен на слова А. Мицкевича , М. Конопницкой, А. Асныка и других, в том числе:
- Echo
- Zaloty
- O, sroga czasów odmiano
- Nieubłagana
- Ja w pustynię jechać muszę
- Powiem mamie
- Ptaszek
- Kiedym dawniej rano wstawał
- Minęły słodkie momenty
- Rano, rano и др.

Автор кантаты «Akt wiary» к 50-летнему юбилею польского восстания (1830),
Станислав Невядомский написал ряд книг и монографий по истории и теории музыке, в том числе:
- История музыки (1927),
- Станислав Монюшко (1928) и др.

Умер во Львове и похоронен на Лычаковском кладбище.